# Kanton Pays de Montaigne et Gurson
Pays de Montaigne et Gurson is een kanton van het Franse departement Dordogne. Het kanton maakt deel uit van het arrondissement  Bergerac.  

Het telt 14.839  inwoners in 2018.

Het kanton werd gevormd ingevolge het decreet van 24  februari 2014 met uitwerking op 22 maart 2015 met Port-Sainte-Foy-et-Ponchapt als hoofdplaats.

## Gemeenten
Het kanton Pays de Montaigne et Gurson omvat volgende 20 gemeenten:
- Bonneville-et-Saint-Avit-de-Fumadières
- Carsac-de-Gurson
- Fougueyrolles
- Lamothe-Montravel
- Minzac
- Montazeau
- Montcaret
- Montpeyroux
- Nastringues
- Port-Sainte-Foy-et-Ponchapt
- Saint-Antoine-de-Breuilh
- Saint-Géraud-de-Corps
- Saint-Martin-de-Gurson
- Saint-Méard-de-Gurçon
- Saint-Michel-de-Montaigne
- Saint-Rémy
- Saint-Seurin-de-Prats
- Saint-Vivien
- Vélines
- Villefranche-de-Lonchat